# 14342 Iglika
14342 Iglika eller 1984 SL är en asteroid i huvudbältet som upptäcktes den 23 september 1984 av de båda bulgariska astronomerna Vladimir Sjkodrov och Violeta G. Ivanova vid Rozhen-observatoriet. Den är uppkallad efter Iglika Manchev.
Asteroiden har en diameter på ungefär 14 kilometer och den tillhör asteroidgruppen Chloris.